# Huis ter Hansouwe
Het Huis ter Hansouwe was een middeleeuws steenhuis in beekdal van het Eelderdiep in de Nederlandse provincie Drenthe. Van de vroegere ridderlijke woning resteert nog een boerderij.

## Geschiedenis
De eerste vermelding van het Huis ter Hansouwe dateert uit het begin van de 15e eeuw. Het huis was in het bezit van Herman ter Hansouwe, leenman van de bisschop van Utrecht. Zijn vader Johan ter Hansouwe was ridder en leenman van de kastelein van Coevorden. Herman en zijn zoon Otto waren nauw betrokken bij de stad Groningen. Otto was er meerdere malen burgemeester. Hij was getrouwd met Syerd Lewe. In Groningen woonden zij in het Hinckaertshuis. Zijn vrouw was de stichtster van het Mepschengasthuis.
Na het kinderloos overlijden van Otto ter Hansouwe kwam het Huis ter Hansouwe via vererving in het bezit van leden van de familie Lewe. Zij zouden tot 1700 in het bezit blijven van Ter Hansouwe. In die periode werd het oorspronkelijke steenhuis verbouwd tot een boerderij. De Lewes verpachten de boerderij, die na het rampjaar 1672 werd gerepareerd.
In de loop van de 18e eeuw kwam Ter Hansouwe in het bezit van enkele vooraanstaande Drentse en Groningse bestuurders, die de boerderij weer verpachten. In de rij eigenaars bevonden zich onder anderen de Drentse gedeputeerde Johan Sichterman, de secretaris van de landschap Drenthe Samuel Nijsingh, de schulten van Peize Jan Willinge en zijn gelijknamige zoon, de schulte van Roden Jan Wilmsonn Kymmell. In die tijd was er sprake van een gedeeld eigendom. Ook de Drentse bestuurder Petrus Hofstede en de Groninger patriot Tonco Modderman waren gedurende een aantal jaren mede-eigenaren van Ter Hansouwe.
In 1808 werd Ter Hansouwe gekocht door de toenmalige pachters. Tot 1973 was Ter Hansouwe als boerenbedrijf eerst in handen van leden van de familie Brink, die de boerderij in 1948 verkochten aan Jan Berends. In 1973 werd mr. G. Overdiep, de latere president van de arrondissementsrechtbank van Groningen, eigenaar van het monumentale pand. Hij liet Ter Hansouwe restaureren tot een woonboerderij. Hij zou er meer dan 25 jaar wonen. In 1998 kwam het huis in handen van het echtpaar Van Bijsterveldt-De Jonge, die er een bed and breakfast vestigden. In 2009 werd Ter Hansouwe gekocht door de stichting Het Drentse Landschap. In de jaren 2011 en 2012 werd het huis opnieuw gerestaureerd. Het pand doet dienst als particuliere woning, erfgoed logies en diverse culturele activiteiten.
Huis ter Hansouwe staat sinds 1965 ingeschreven als rijksmonument.

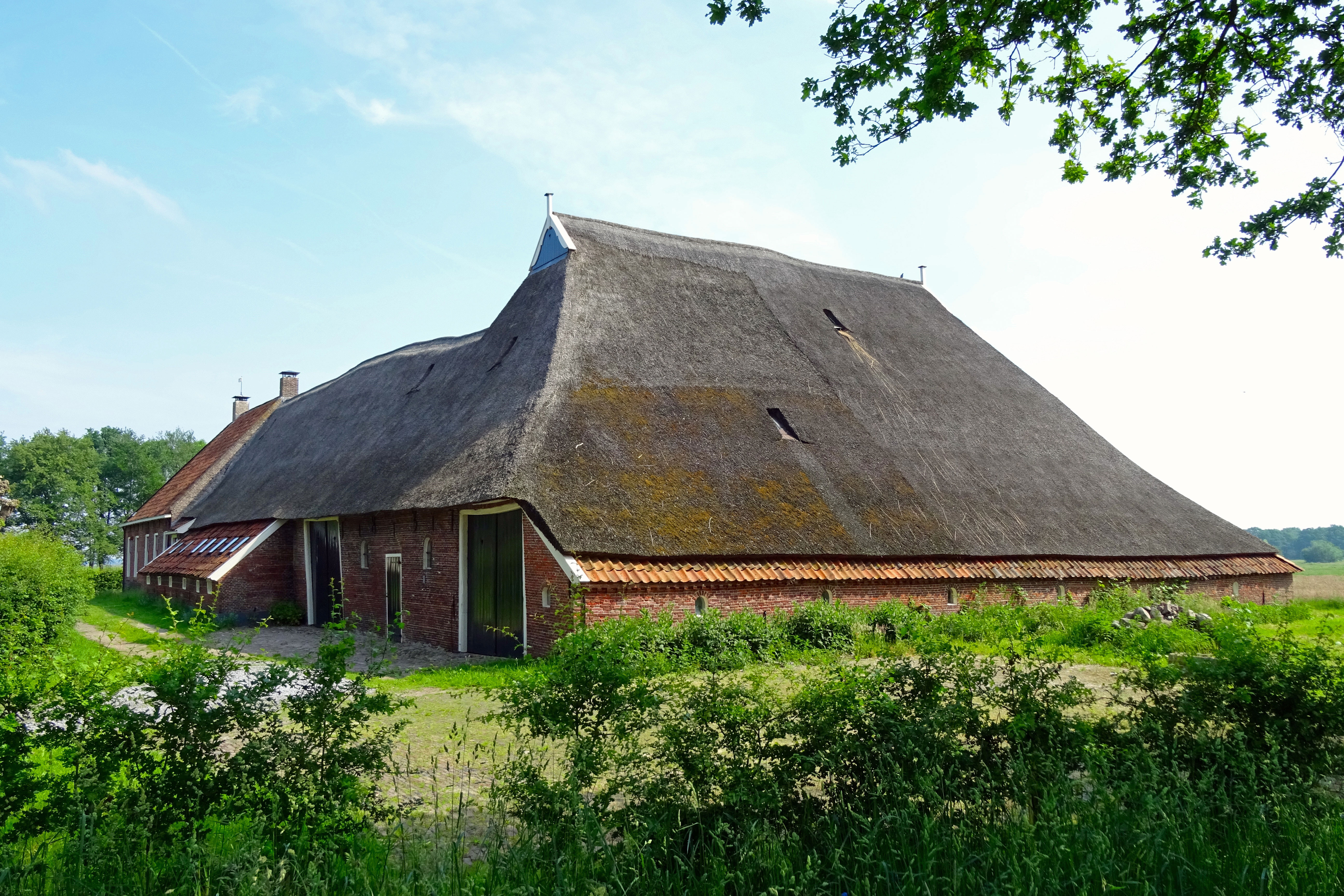
Huis ter Hansouwe (west- en zuidzijde)
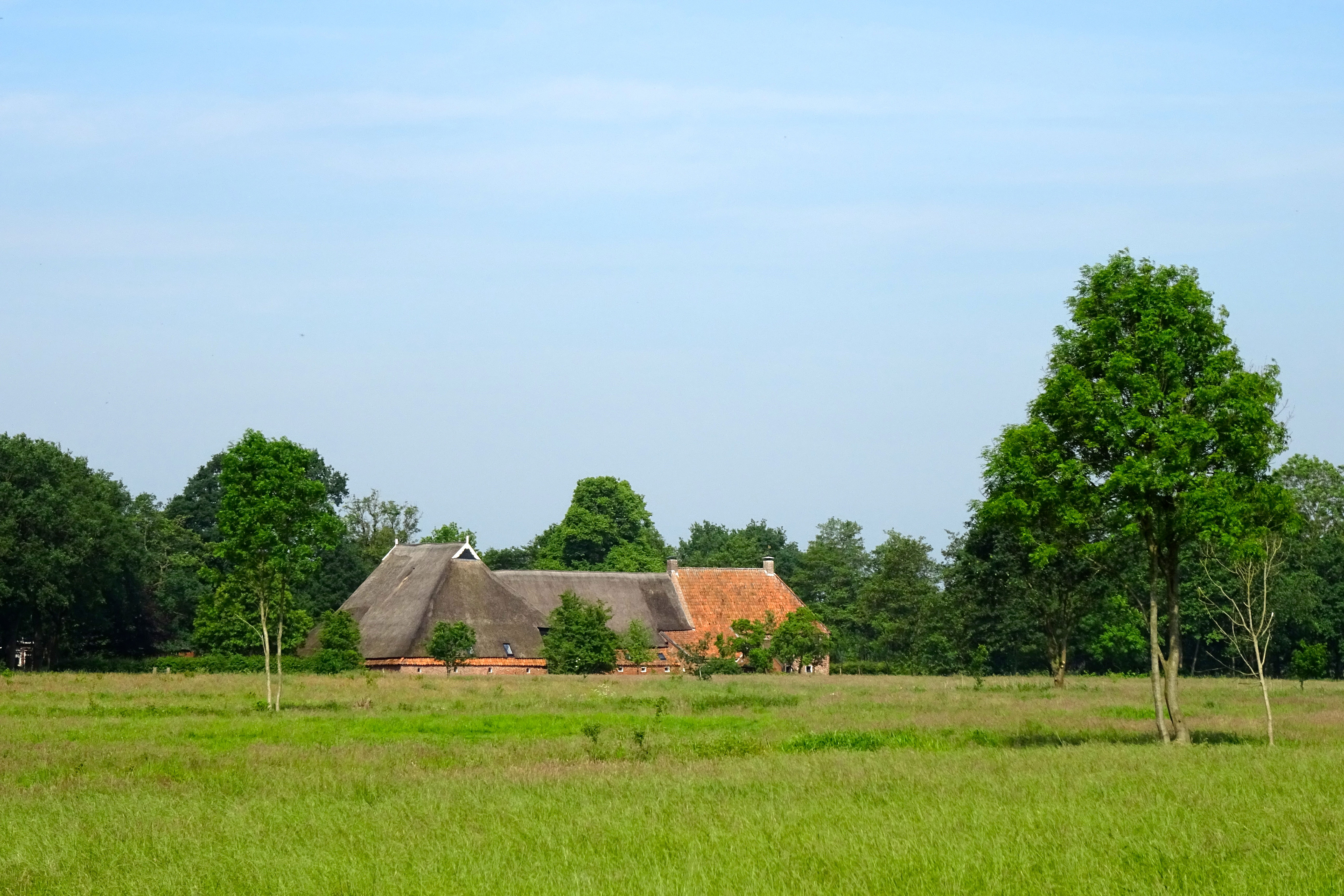
Huis ter Hansouwe (oostzijde)
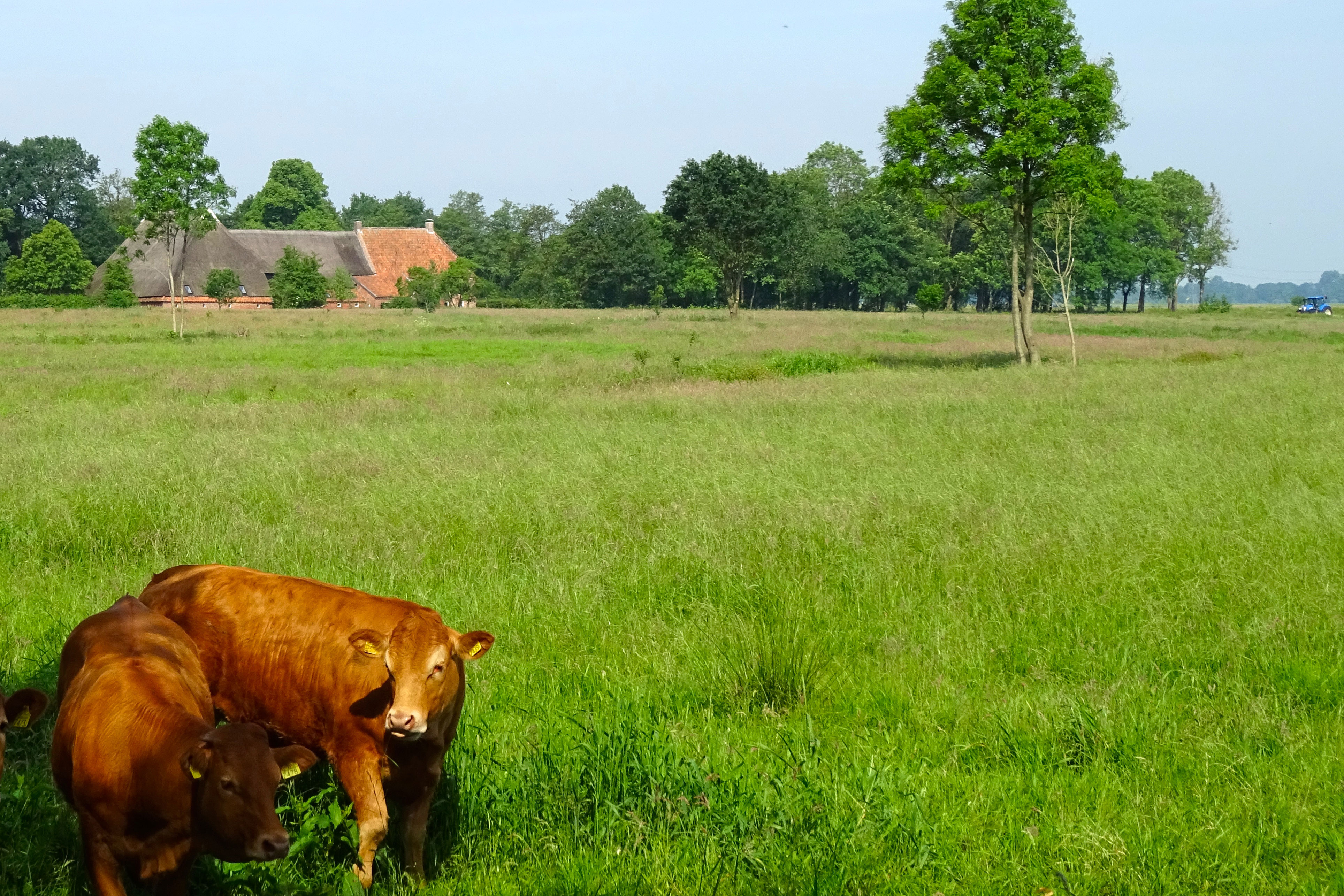
Huis ter Hansouwe (gezien vanaf het Eelderdiep)

Huis te Ansen · Batinge · Ter Borch · Huis ten Clooster · Kasteel van Coevorden · Dunningen · Huis te Echten · Entinge · Huis ter Hansouwe · Havixhorst · De Kinkhorst · De Klencke · Laarwoud · Lemferdinge · Mensinga · Mensinge · Oldengaerde · Oldenhave · Overcinge · Huis te Peize · Rheebruggen · Huis te Westervelde · Vledderinge · Westrup · Wittesheuvel